# محوطه زبهری
محوطه زبهری مربوط به سده‌های متاخر دوران‌های تاریخی پس از اسلام است و در شهرستان سرباز، بخش مرکزی، دهستان مورتان، ۱ کیلومتری شمال غرب روستای ونکوک واقع شده و این اثر در تاریخ ۲۷ اسفند ۱۳۸۷ با شمارهٔ ثبت ۲۶۳۴۷ به‌عنوان یکی از آثار ملی ایران به ثبت رسیده است.